# Lomandroideae
Lomandroideae je potporodica šparogovki. Opisana je 2007. Postoji  14 rodova; ime je došlo po rodu  Lomandra.

## Evolucija potporodice Lomandroideae
Lomandroideae su vrstama bogata i ekonomski važna potporodica u redu jednosupnica Asparagales, sa središtem raznolikosti u Australiji. Lomandroideae su ekološki raznolike, nastanjuju mezične i sušne biome u Australiji i posjeduju niz ključnih osobina, uključujući spolni dimorfizam, organe za skladištenje i poliploidiju koji su potencijalno prilagodljivi za preživljavanje u sezonski sušnim staništima i staništima ovisnim o požarima. Filogenija Lomandroideae rekonstruirana je korištenjem maksimalne vjerojatnosti i Bayesovih kriterija zaključivanja, temeljenih na podacima o plastomu iz pregleda genoma kako bi se zaključili odnosi. Fosilno kalibrirani kronogram pružio je vremenski okvir za razumijevanje prijelaza osobina. Rekonstrukcije stanja predaka i analize korelacije filogenetskih komparativnih osobina dale su uvid u evolucijske i ekološke pokretače povezane s diverzifikacijom Lomandroideae. Lomandroideae su se odvojile od ostalih Asparagaceae cirka prije 56,61 milijuna godina, a glavne su se loze diverzificirale od oligocena. Najnoviji zajednički predak klade vjerojatno je zauzimao mezični biom, bio je hermafrodit i geofit. Prijelazi popunjenosti bioma povezani su s poliploidijom i prisutnošću skladišnih korijena. Poliploidija potencijalno služi kao značajka "omogućivača", generirajući nove fenotipove, koji mogu dati toleranciju na klimatske raspone i uvjete tla koji su navodno potrebni za širenje i naseljavanje novih sušnih bioma. Skladišni korijeni, kao ključni čimbenik pokretanja prijelaza bioma, možda su bili povezani s vatrom, a ne s događajima isušivanja u australskoj flori.

## Rodovi
Subfamilia Lomandroideae Thorne & Reveal:
1. Sowerbaea Sm. (5 spp.)
2. Laxmannia R. Br. (14 spp.)
3. Xerolirion A. S. George (1 sp.)
4. Romnalda P. F. Stevens (4 spp.)
5. Chamaexeros Benth. (4 spp.)
6. Acanthocarpus Lehm. (7 spp.)
7. Lomandra Labill. (66 spp.)
8. Chamaescilla F. Muell. (4 spp.)
9. Cordyline Comm. ex Juss. (23 spp.)
10. Trichopetalum Lindl. (2 spp.)
11. Thysanotus R. Br. (59 spp.)
12. Eustrephus R. Br. ex Ker Gawl. (1 sp.)
13. Dichopogon Kunth (5 spp.)
14. Arthropodium R. Br. (15 spp.)